# Jet Set (Lied)
Jet Set (Albumversion: The Jet Set) ist ein 1984 veröffentlichter Popsong von Alphaville, der von Marian Gold, Bernhard Lloyd und Frank Mertens geschrieben wurde. Das Stück wurde als vierte und letzte Single aus dem Debütalbum Forever Young ausgekoppelt.

## Entstehung und Inhalt
Das Lied ist in der Albumversion The Jet Set 4:52 Minuten lang und wurde von Lloyd, Gold und Mertens für das Debütalbum der Band aufgenommen. Dabei spielte Curt Cress Schlagzeug und der Produzent Wolfgang Loos die Keyboards. Weiterer Produzent war Colin Pearson. Die Aufnahmen fanden im Studio 54 in Berlin sowie in den EMI Studios in Köln statt, gemischt wurde wieder in Berlin, in den Audio Studios. Nach dem Erfolg der ersten drei Singles und nachdem Mertens die Band verlassen hatte, wurde mit Jet Set eine leicht abweichende Version als Single veröffentlicht.
Bei The Jet Set beziehungsweise Jet Set handelt sich um einen recht schnellen Synthiepop-Song, der die Lebensweise des Jet Sets überzeichnet darstellt und in der Aufforderung „Let’s go to the moon“, „lasst uns zum Mond fliegen“, gipfelt. Marian Gold sagte zu dem Song: „We didn’t intend to write a proper song; it was supposed to be some kind of jingle that advertises things money can’t buy: anarchy, freedom, love, fun and a piece of the end of the world.“ („Wir wollten keinen ernsthaften Song schreiben; es war gedacht als eine Art Werbesong, der die Dinge anpreist, die Geld nicht kaufen kann: Anarchie, Freiheit, Liebe, Spaß und ein Stück vom Ende der Welt.)“

## Veröffentlichung und Rezeption
Die Single Jet Set wurde am 28. Februar 1985 bei Atlantic/WEA veröffentlicht. Auf der B-Seite war der Titel Golden Feeling, Titelsong des Films Der Bulle und das Mädchen, enthalten. Zudem erschien eine 12"-Maxi mit einem 6:52 Minuten langen Remix von Jellybean. Zudem war hier ein 5:07 Minuten langer Dub Mix und ebenfalls der Titel Golden Feeling enthalten. Eine Promo-12"-Maxi enthielt nur die beiden Remixe.
Auf dem Plattencover ist das Flugboot Dornier Do X im Landeanflug auf New York abgebildet. 
Die Single konnte mit Platz elf in Deutschland, Platz 13 in der Schweiz und in Schweden sowie Platz 26 in Belgien (Flandern) recht gute Chartplatzierungen erreichen.

### Musikvideo
Zu Jet Set wurde ein Musikvideo gedreht, das die Thematik des Songs aufgreift. Die Band und das Publikum feiern in übertriebener Weise. Unter den Statisten des Videos befindet sich der spätere Fernsehmoderator Thomas Hermanns. Am Ende wird die Band, dem Text entsprechend, als zum Mond schwebend gezeigt. Zugleich wird der Schriftzug „Wish You Were Here“ eingeblendet.

### Chartplatzierungen
| ChartsChartplatzierungen | Höchstplatzierung | Wochen |
| ------------------------ | ----------------- | ------ |
| Deutschland (GfK)        | 11 (12 Wo.)       | 12     |
| Schweiz (IFPI)           | 13 (8 Wo.)        | 8      |

## Titellisten
7"-Single
1. Jet Set (7"-Version) — 3:50
2. Golden Feeling — 3:50

12"-Single
1. Jet Set (Jellybean Mix) — 6:28
2. Jet Set (Dub Mix) — 5:07
3. Golden Feeling — 3:50

Promo-12"-Single
1. Jet Set (Vocal/Jellybean mix) - 6:28
2. Jet Set (Dub Mix) - 5:05

- Der Vocal/Jellybean Mix auf der Promo-12" ist identisch mit dem 12"-Jellybean Mix
- Eine Demoversion der B-Seite Golden Feeling erschien 1999 auf dem Boxset Dreamscapes.

## Coverversion
2018 coverte Judith Holofernes den Song bei Sing meinen Song – Das Tauschkonzert in Anwesenheit von Marian Gold in einer leicht rockigen Version mit Gitarrensolo. Dabei sang sie zum ersten Mal in der Öffentlichkeit auf Englisch. Gold sagte: „Sie hat eine mutige Version von Jet Set gemacht und hat diesem Song eine vollkommen neue Aktualität gegeben.“ Die Version erschien auch auf dem Album Sing meinen Song – Das Tauschkonzert, Vol. 5.